# Le Diable est dans les détails
 (septembre 2018).
Si vous disposez d'ouvrages ou d'articles de référence ou si vous connaissez des sites web de qualité traitant du thème abordé ici, merci de compléter l'article en donnant les références utiles à sa vérifiabilité et en les liant à la section « Notes et références ».
Le Diable est dans les détails  est un roman français de Marc Durin-Valois paru en 2003 aux Éditions Jean-Claude Lattès.
Le Diable est dans les détails évoque la rencontre poignante entre un accompagnateur et une jeune malade en soins palliatifs.